# Statistica Neerlandica
Statistica Neerlandica is een internationaal, aan peerreview onderworpen wetenschappelijk tijdschrift op het gebied van de statistiek. Het tijdschrift richt zich op alle onderdelen van statistiek, met een nadruk op de wiskundige statistiek, biostatistiek en psychometrie.

## Geschiedenis
Het blad wordt sinds 1946 uitgegeven namens de een jaar eerder opgerichte Vereniging voor Statistiek en Operations Research. In de beginjaren bracht het blad met name artikelen in het Nederlands uit met zo nu en dan een artikel in een andere taal (vooral Engels, sporadisch ook Duits en Frans). Sinds 1970 is het blad nagenoeg volledig Engelstalig. Naast wetenschappelijke artikelen publiceerde Statistica Neerlandica tot 1976 ook mededelingen van de vereniging. In 1976 werd de 'Methoden en Data Nieuwsbrief' opgericht voor verenigingsmededelingen, en publiceerde Statistica Neerlandica exclusief nog wetenschappelijke artikelen. Het tijdschrift werd tot en met 2014 op papier uitgebracht en sindsdien alleen online.